# Kattsångare
Kattsångare (Sylvia galinieri) är en fågel i familjen sylvior inom ordningen tättingar, endemisk för Etiopien.

## Utseende och läten
Kattsångaren är en 14-15 cm lång, huvudsakligen grå fågel med kastanjebrun undergump, svart tygel och gråvit panna. Den upptäcks lättast genom den explosiva sången som levereras dagen lång, framför allt i regn: varierad och högljutt trastlik med mer sångarlika högre toner. Varningslätet är ett mjukt, spinnande läte (därav fågelns namn).

## Utbredning och systematik
Fågeln förekommer i höglänta områden i norra, västra och södra Etiopien. Den behandlas som monotypisk, det vill säga att den inte delas in i några underarter.

### Släktskap
Tidigare placerades den bland timaliorna (därav det tidigare namnet "etiopisk timalia") men genetiska studier visar att den är en medlem av familjen sylvider. Traditionellt placeras den också i ett eget släkte, Parophasma, men den är så pass nära släkt med trädgårdssångaren samt de afrikanska nunnesångarna, príncipesångaren och rödnäbben att den nu flyttats till släktet Sylvia.

## Levnadssätt
Kattsångaren hittas i bergsbelägna skogar med enbuskar och rosenträd. Den uppträder i par eller i grupper om upp till åtta individer och vistas helst i undervegetationen och på medelhög nivå. Födan består av enbär och andra små frukter. Fågeln häckar mellan januari och juli. Den bygger en bräcklig boskål av växtfibrer som placeras cirka fem meter ovan mark. Arten är stannfågel.

## Status och hot
Arten har ett stort utbredningsområde och en stor population, men tros minska i antal till följd av habitatförstörelse och fragmentering, dock inte tillräckligt kraftigt för att den ska betraktas som hotad. Internationella naturvårdsunionen IUCN kategoriserar därför arten som livskraftig (LC). Världspopulationen har inte uppskattats men den beskrivs som ganska vanlig till vanlig.

## Namn
Fågelns vetenskapliga artnamn hedrar Joseph Germain Galinier (1814-1888),kapten i franska armén och upptäcktsresande i Abessinien 1839-1843.